# Burgwall Tietzow

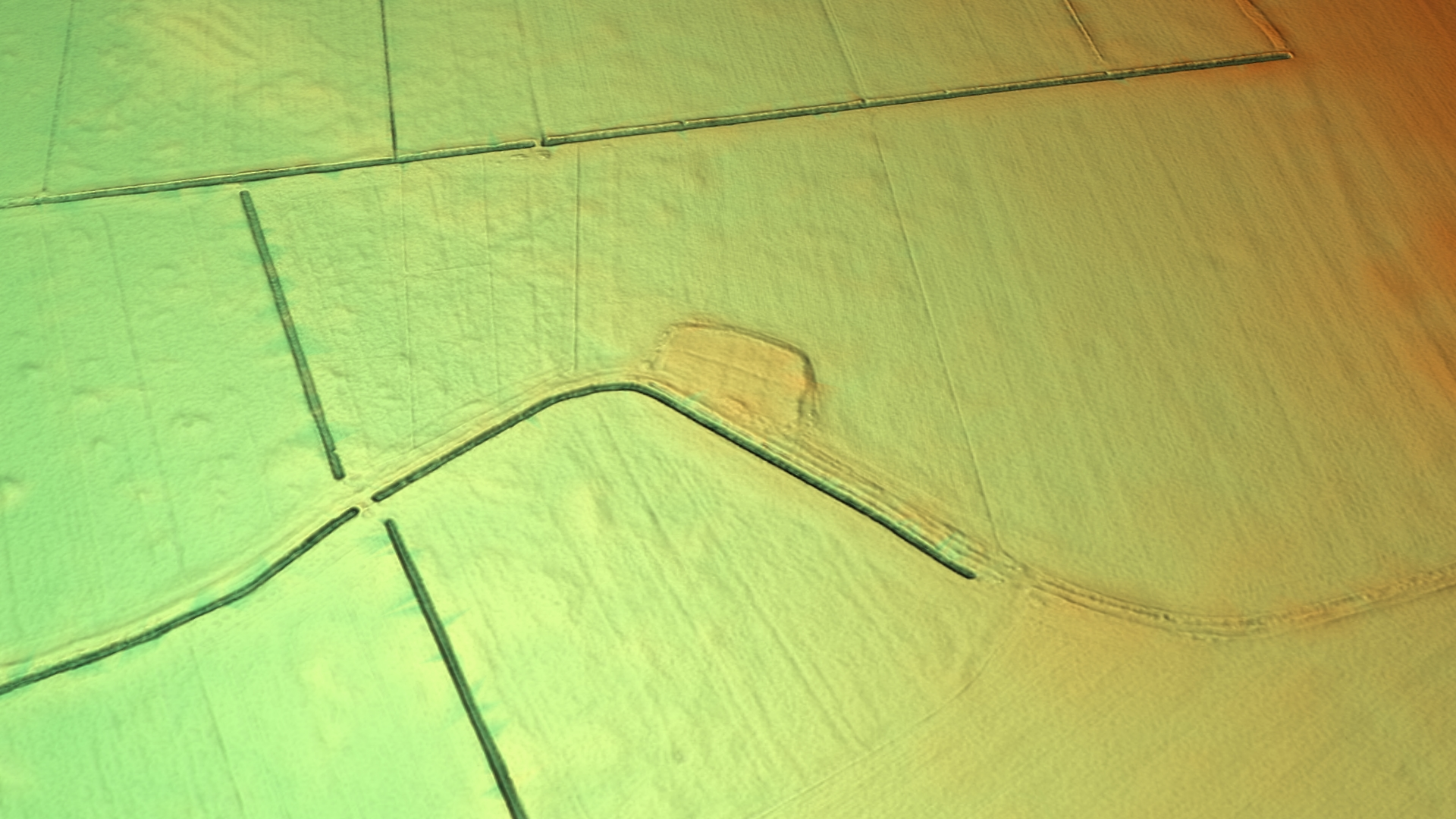
3D-Ansicht des digitalen Geländemodells

Bei dem Burgwall bei Tietzow, einem Ortsteil der Stadt Nauen im Landkreis Havelland in Brandenburg, handelt es sich um den Burgstall einer slawischen Niederungsburg, einen slawischen Burgwall.
Das Bodendenkmal liegt gut einen Kilometer nordwestlich des Ortes an einem Feldweg. Der Burgwall hat eine rundovale Form. Die Anlage hat eine Abmessung von etwa 120 mal 80 Meter. Auf der Fläche hat vermutlich eine kleinere Kernburg bestanden. Die Besiedlung der Fläche konnte archäologisch nachgewiesen werden. Der Wall der vormaligen Burg ist gegenüber dem umliegenden Niveau leicht erhöht. Hauptsächlich zeichnet er sich jedoch durch den Bewuchs mit Eichen und Haselsträuchern ab. Der umlaufender Burggraben ist nicht mehr sicher zu erkennen. Jedoch zeichnet er sich teilweise noch ab. Die Überreste der Burg durch Landwirtschaft stark verschliffen.